# Principio del privilegio minimo
In informatica, il principio del privilegio minimo richiede che, in un particolare livello di astrazione di un ambiente di calcolo, ogni modulo computazionale (che può essere ad esempio un processo, un programma o un utente a seconda del livello di astrazione considerato) abbia visibilità delle sole risorse/informazioni immediatamente necessarie al suo funzionamento.
Lo scopo della applicazione del principio è quello di concedere solo il minimo insieme di privilegi possibile in ogni istante, in modo da migliorare la protezione del sistema, sia per quanto riguarda la tolleranza ai guasti (dovuti a difetti del sistema) che per la salvaguardia da condotte maliziose (sicurezza informatica).
Uno dei meccanismi di protezione che consentono di soddisfare il principio del privilegio minimo, è quello a capability.
Per ragioni storiche però questo meccanismo è presente solo in pochissimi sistemi, mentre la maggior parte dei sistemi operativi moderni fanno ancora uso del meccanismo a liste di controllo di accesso.

## Origine
Il principio emerse intorno alla metà degli anni settanta, e generalmente si indica il testo Fault Tolerant Operating Systems di Peter Denning come fonte originaria, sebbene esso venne formulato con nomi diversi in molti testi contemporanei, tra cui The protection of information in computer systems, di Saltzer e Schroeder.